# Maria Auböck
Maria Auböck (Viena, 20 de junio de 1951) es una arquitecta paisajista y profesora austriaca.

## Biografía
Nacida en Viena en 1951, Auböck es hija del diseñador industrial y arquitecto austriaco Carl Auböck (1925-1993), hijo a su vez del diseñador y pintor Carl Auböck (1900-1957). Estudió Arquitectura en la Universidad Técnica de Viena, especializándose en desarrollo urbano. Posteriormente, asistió a la Universidad Técnica de Múnich con una beca de investigación.
María Auböck es profesora del Instituto de Diseño de Espacios Exteriores en la Academia de Bellas Artes de Múnich. Dirige, junto a János Kárász, un estudio de arquitectura y paisajismo vienés que desarrolla proyectos en varios países de Europa. Ha sido profesora invitada en la Escuela de Diseño de Rhode Island, la Academia de Bellas Artes de Viena, la Universidad Técnica de Viena y la Universidad Técnica de Múnich. De entre sus proyectos, mayoritariamente paisajísticos y urbanísticos, destacan los de rehabilitación de jardines históricos. También ha sido miembro de varias juntas de asesores de proyectos urbanos e intervenciones artísticas en espacios públicos de ciudades como Berlín, Viena, Múnich y Salzburgo. Además, ha formado parte de jurados de concursos internacionales de ciudades de Austria, Alemania, Italia y Suiza. Auböck es miembro del comité de expertos del Premio Europeo del Espacio Público Urbano desde la edición del 2014.